# Santa Valeria
Santa Valeria är en ort i Mexiko.   Den ligger i kommunen Chontla och delstaten Veracruz, i den sydöstra delen av landet, 250 km nordost om huvudstaden Mexico City. Santa Valeria ligger 114 meter över havet och antalet invånare är 202.
Terrängen runt Santa Valeria är platt åt nordväst, men åt sydost är den kuperad. Runt Santa Valeria är det ganska glesbefolkat, med 43 invånare per kvadratkilometer. Närmaste större samhälle är Chinampa de Gorostiza, 17,6 km öster om Santa Valeria. Omgivningarna runt Santa Valeria är en mosaik av jordbruksmark och naturlig växtlighet.